# Museum Unterlinden
Museum Unterlinden (francouzsky Musée Unterlinden, dříve Musée d’Unterlinden; německy Unterlinden-Museum) je museum v alsaském Colmaru, otevřené roku 1853. Je pojmenované po jedné z budov, v nichž sídlí, kde byl původně dominikánský klášter Unter den Linden, zřízený v první polovině 13. století a zrušený francouzskou revolucí. Muzeum dále sídlí v budově bývalých městských lázní z roku 1906 a v novostavbě z roku 2015. V muzeu jsou umístěny sbírky od pravěkých archeologických nálezů po moderní a současné umění. Jádrem expozice je kolekce umění pozdního středověku a renesance obsahující i slavný Isenheimský oltář vytvořený  Matthiasem Grünewaldem. 

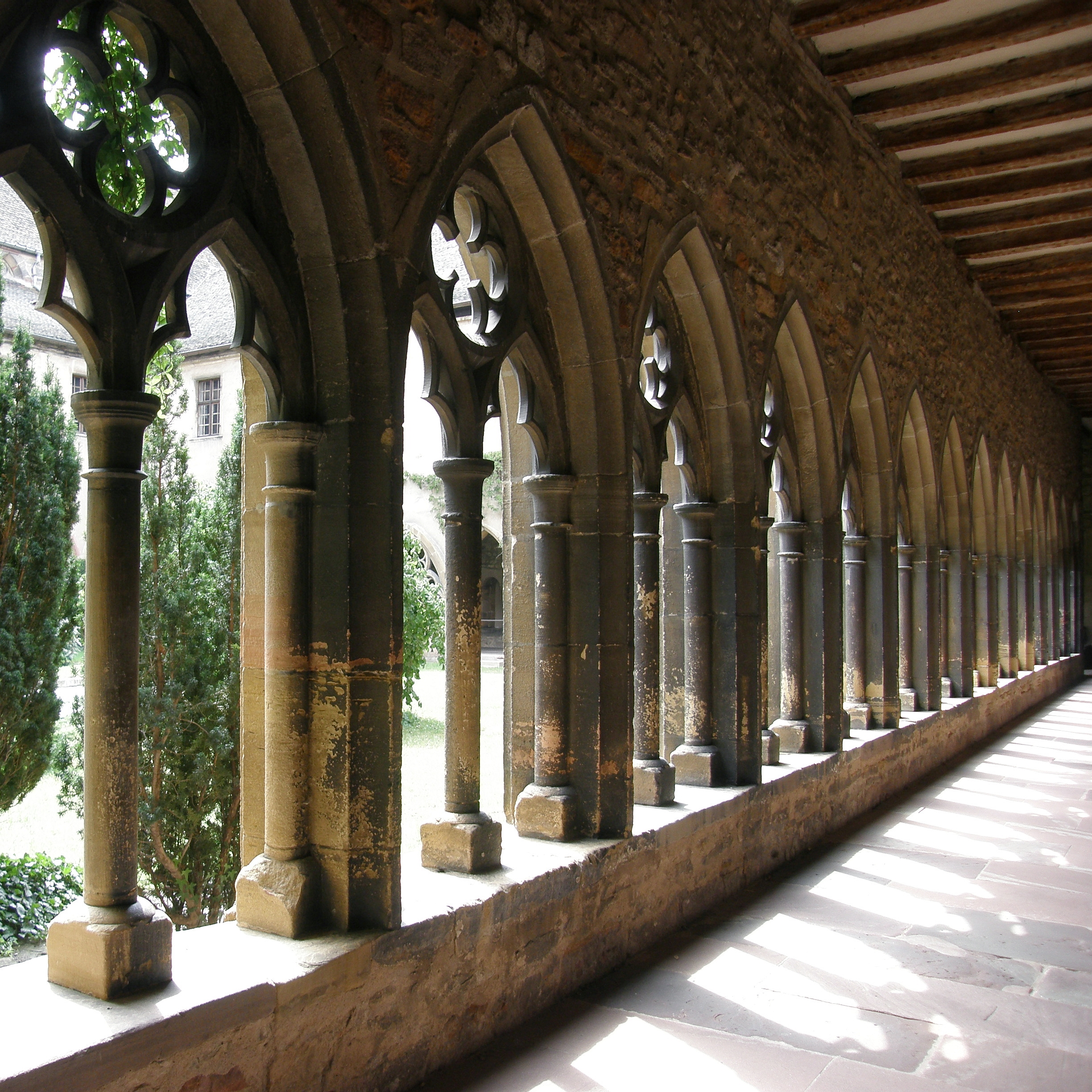
Bývalý klášterní dvůr
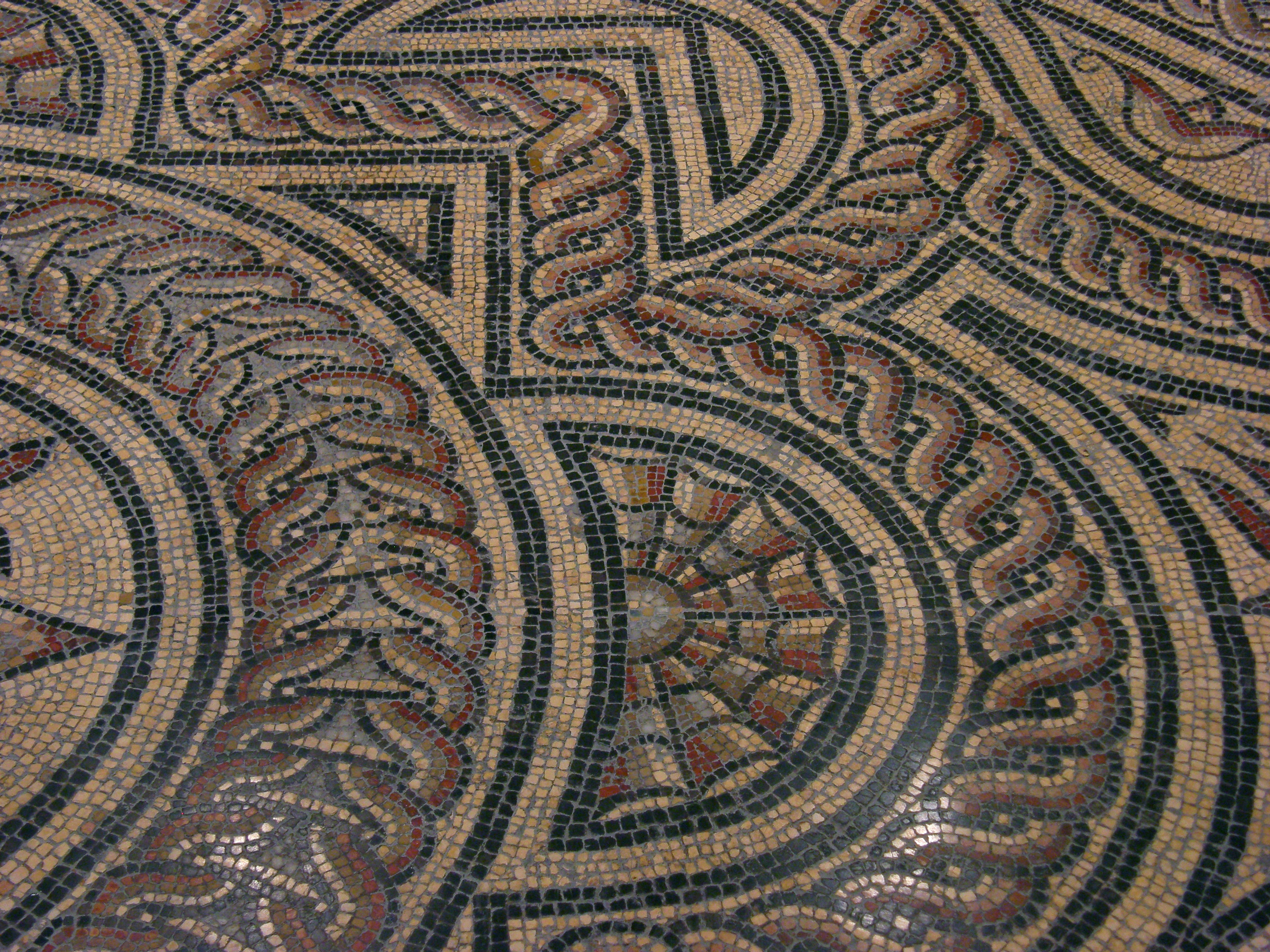
Galorománská mozaika z Bergheimu (detail)
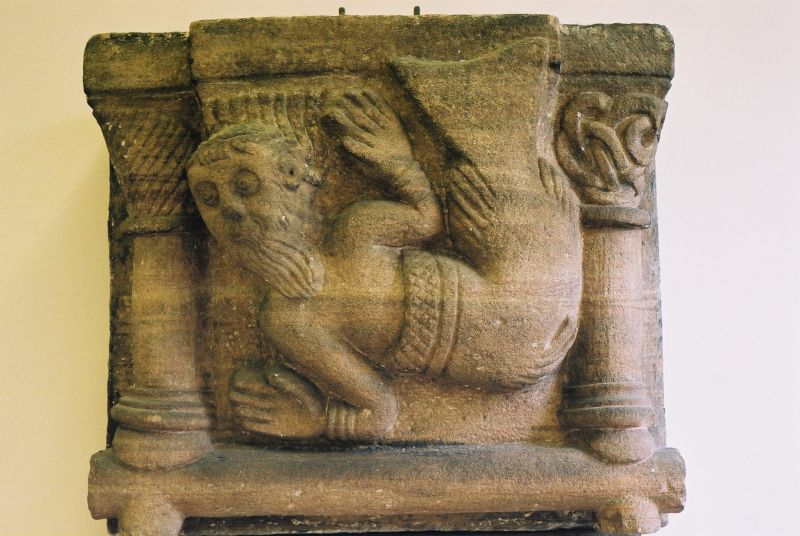
Románská hlavice
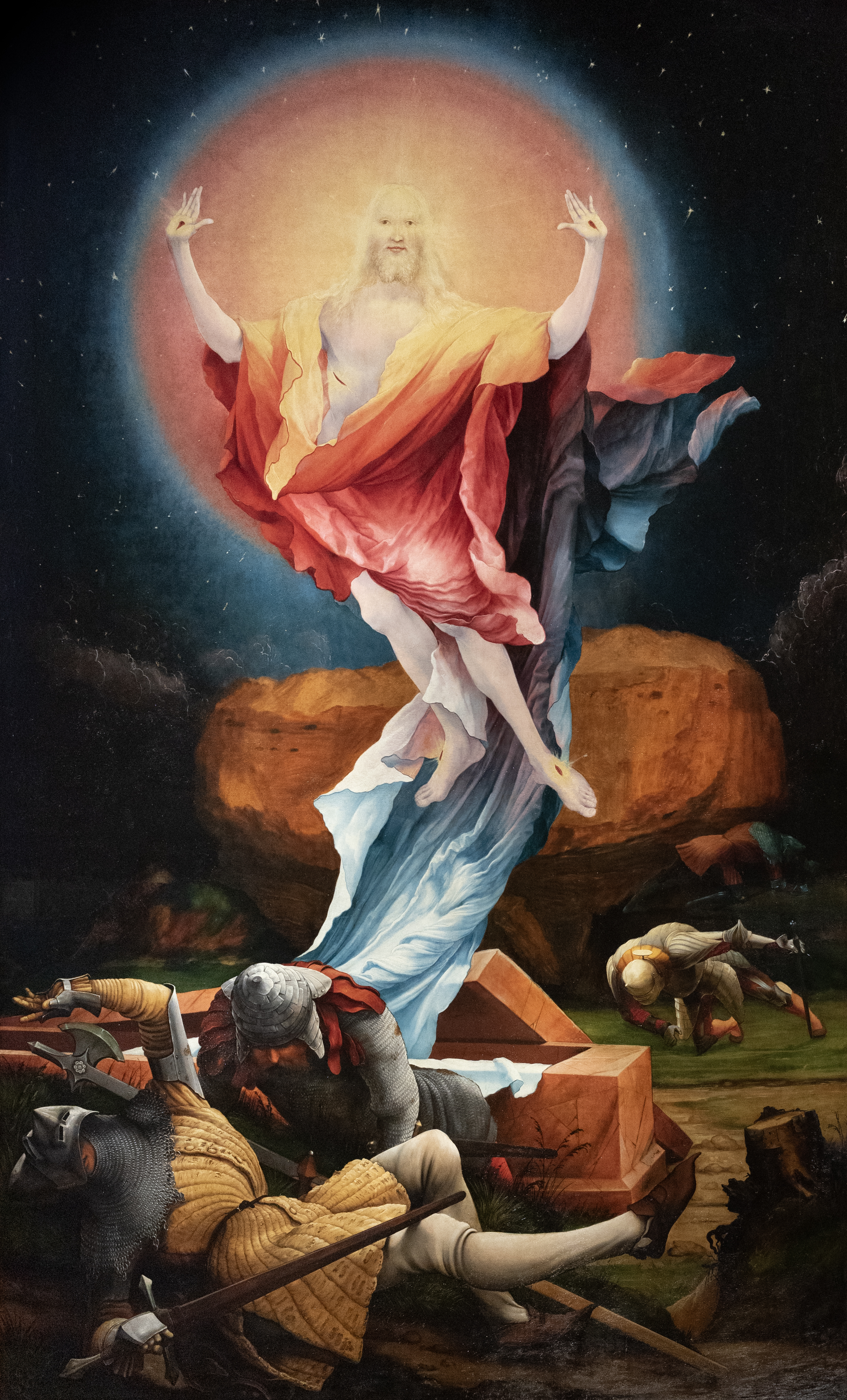
Matthias Grünewald: Zmrtvýchvstání (Isenheimský oltář)
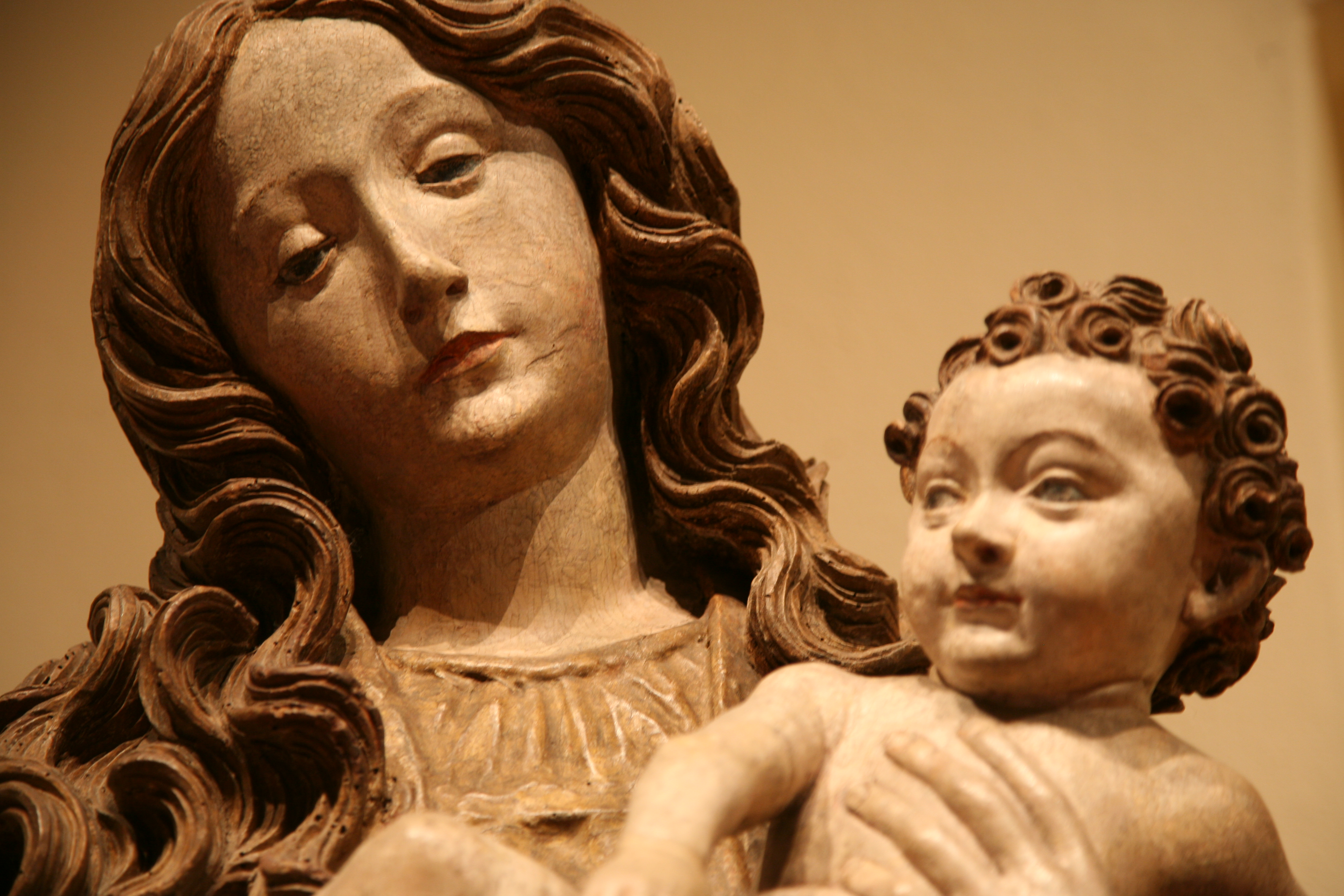
Niedermorschwihrská Madona, hornorýnský mistr 15. stol.
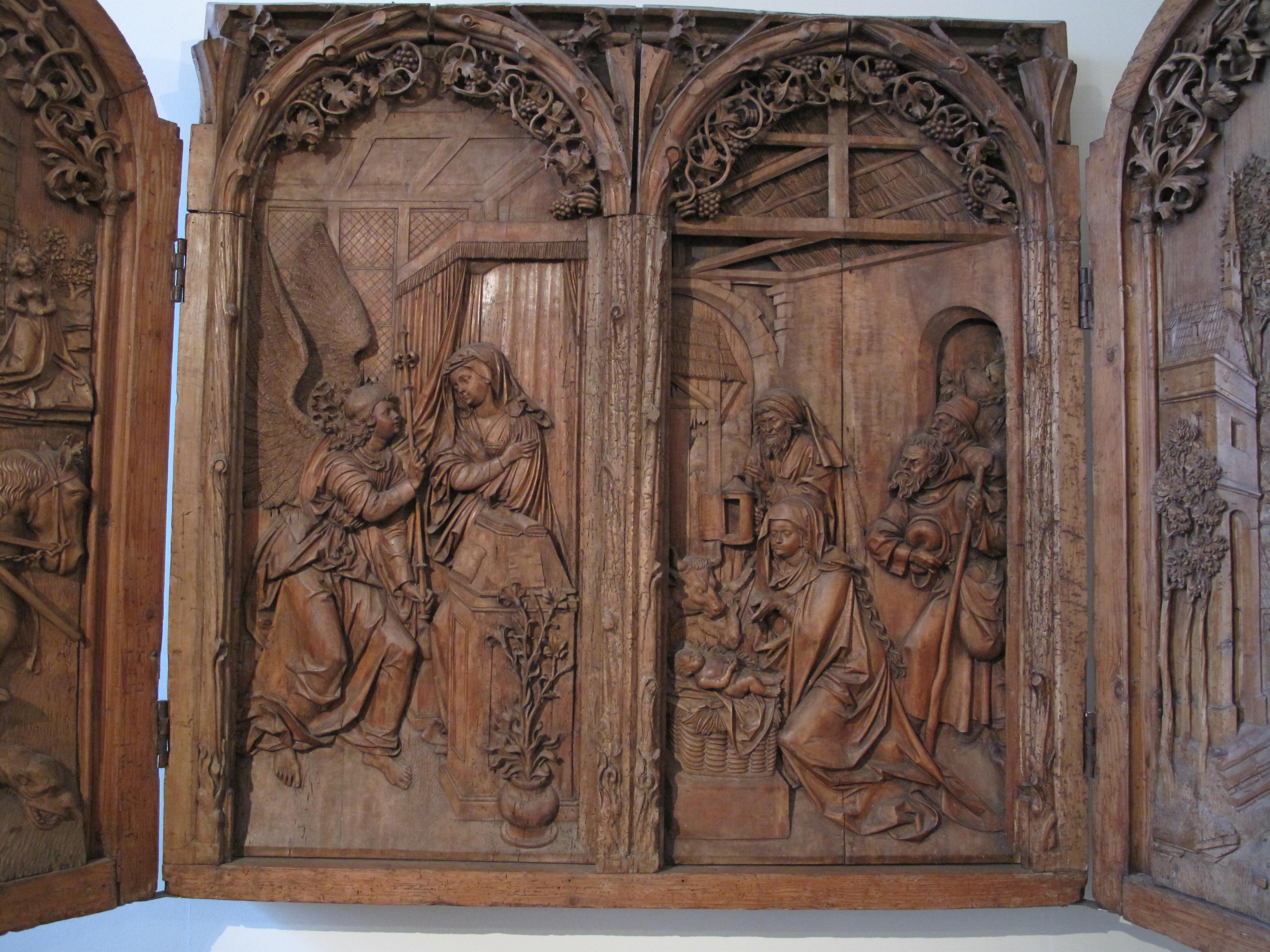
Bergheimský oltář (detail)
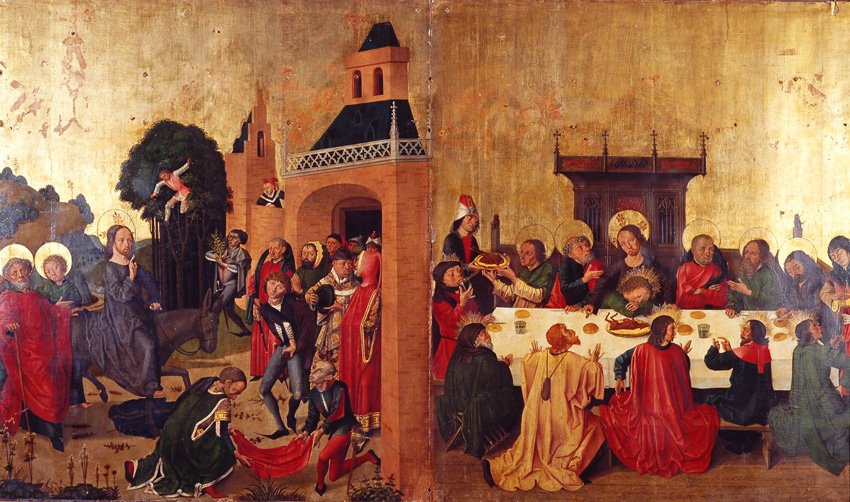
Caspar Isenmann: Vjezd do Jeruzaléma a Poslední večeře
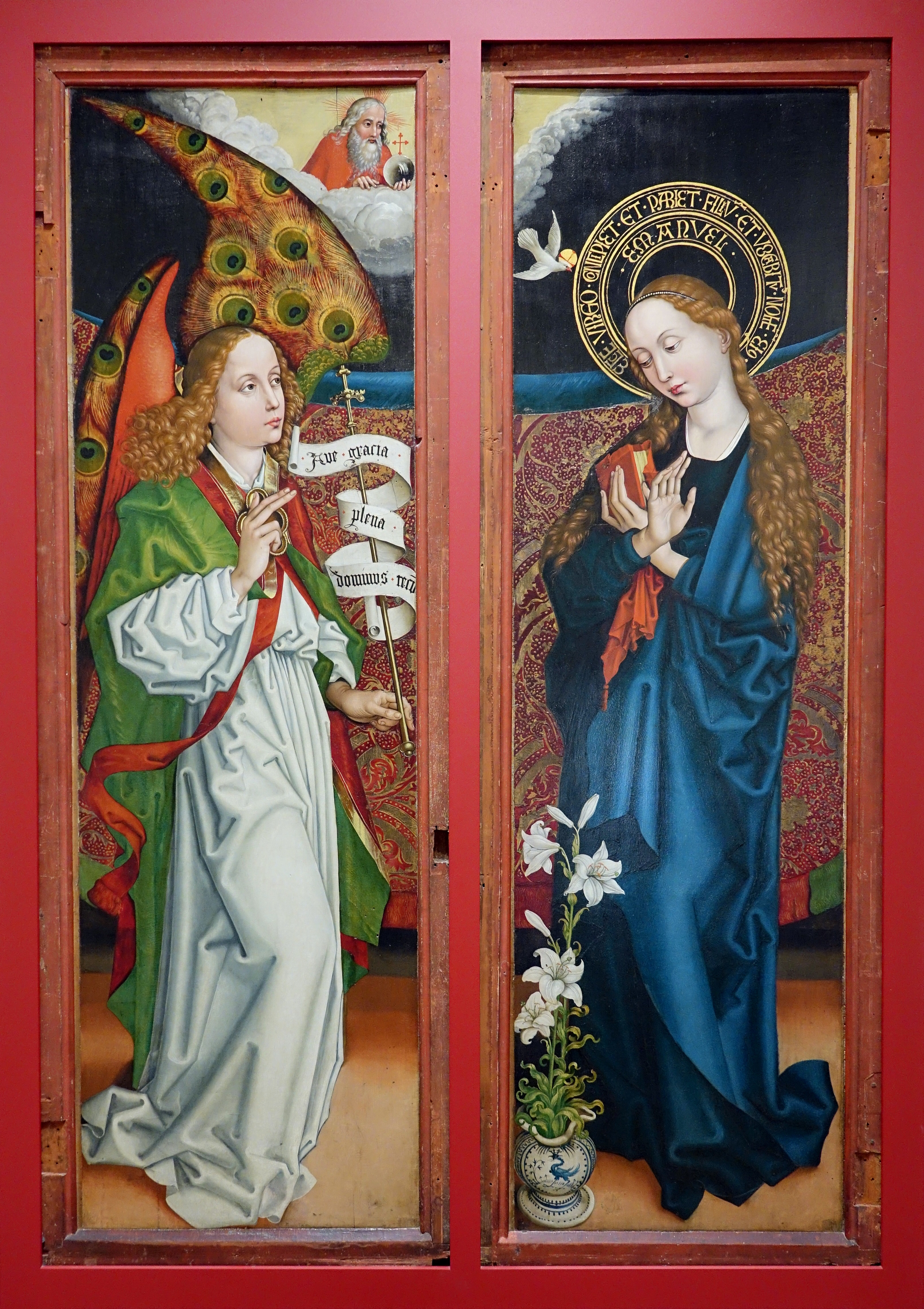
Martin Schongauer: Zvěstování (Orliský oltář)
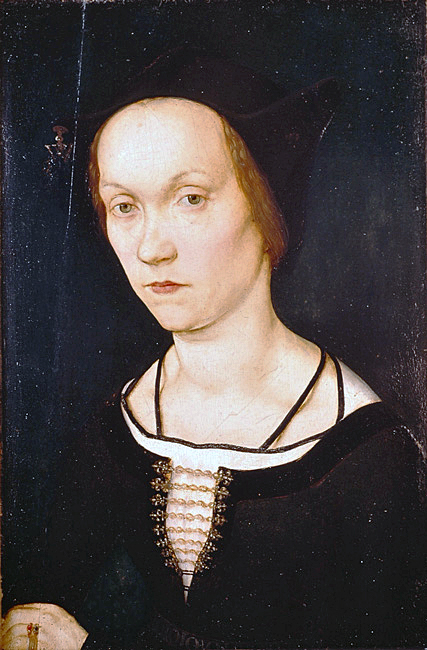
Hans Holbein starší, Portrét dámy
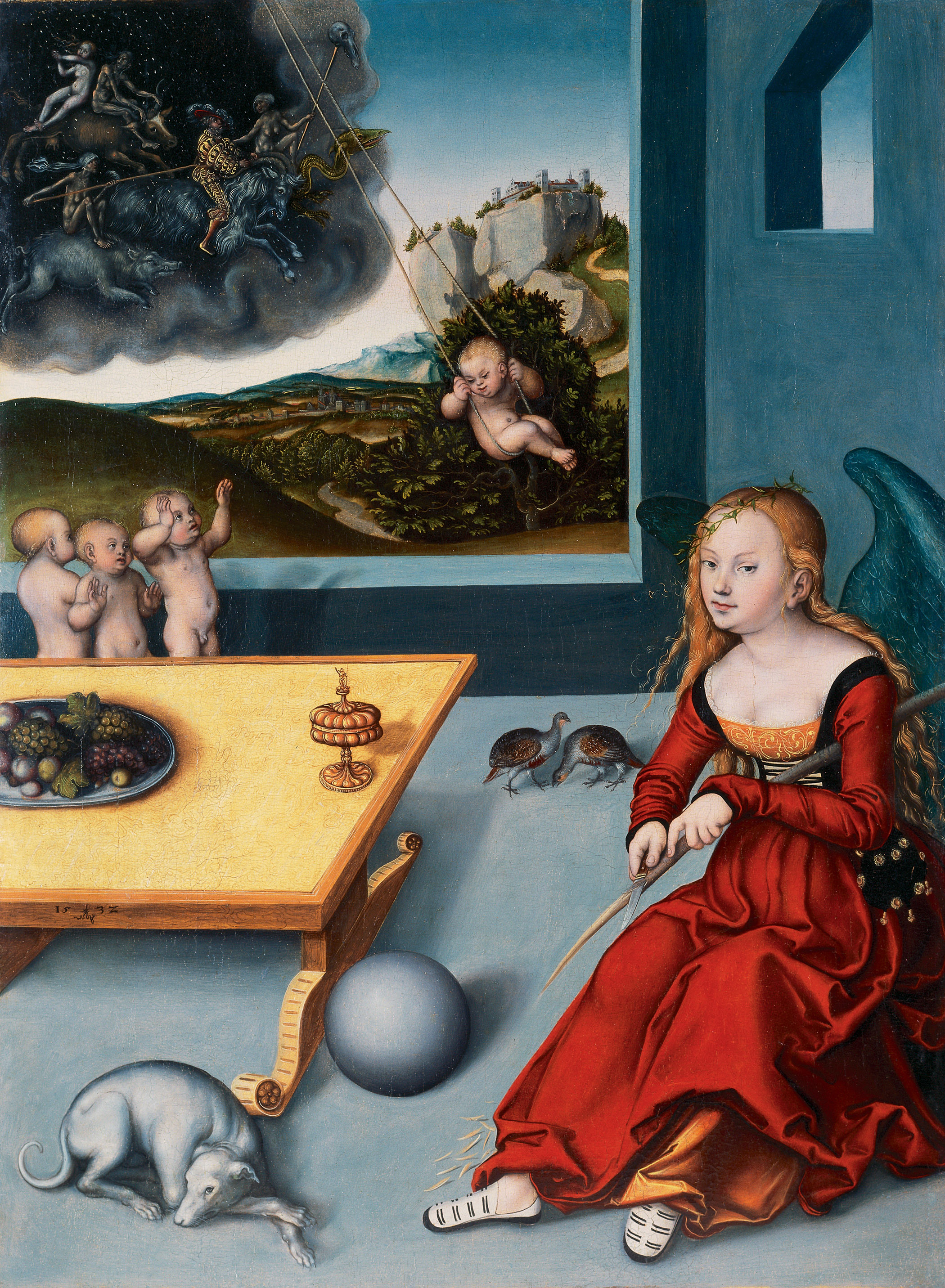
Lucas Cranach starší, Melancholie
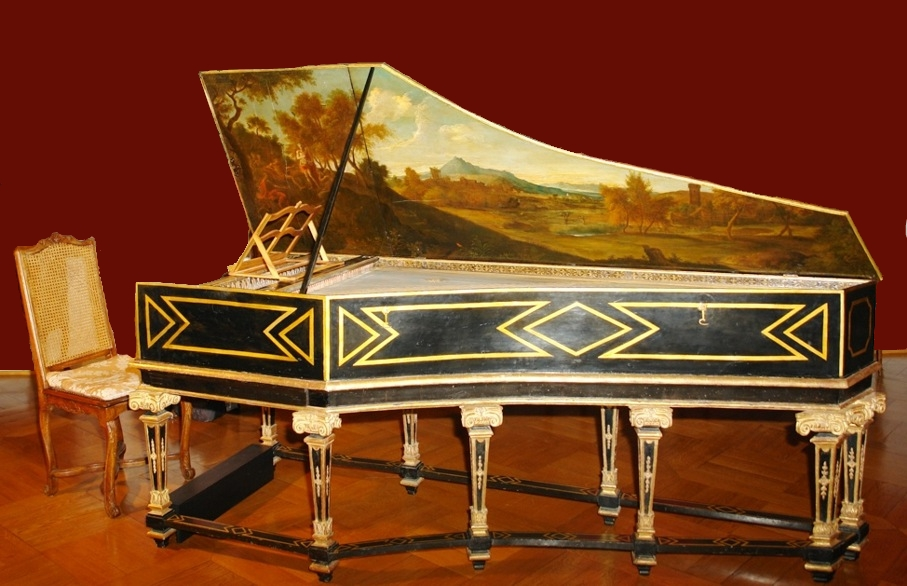
cembalo, Flandry 1624
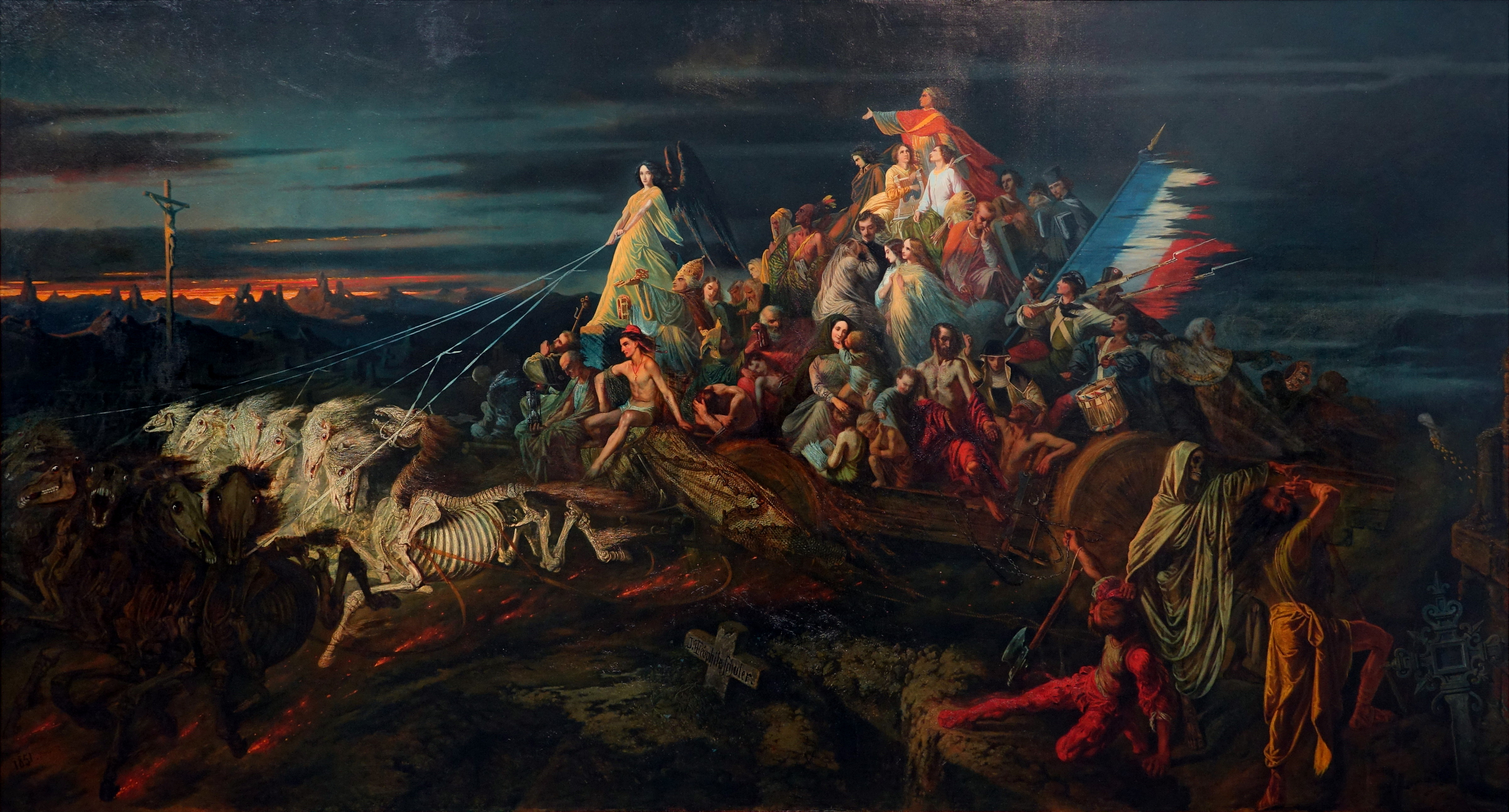
Théophile Schuler: Vůz smrti (1848)
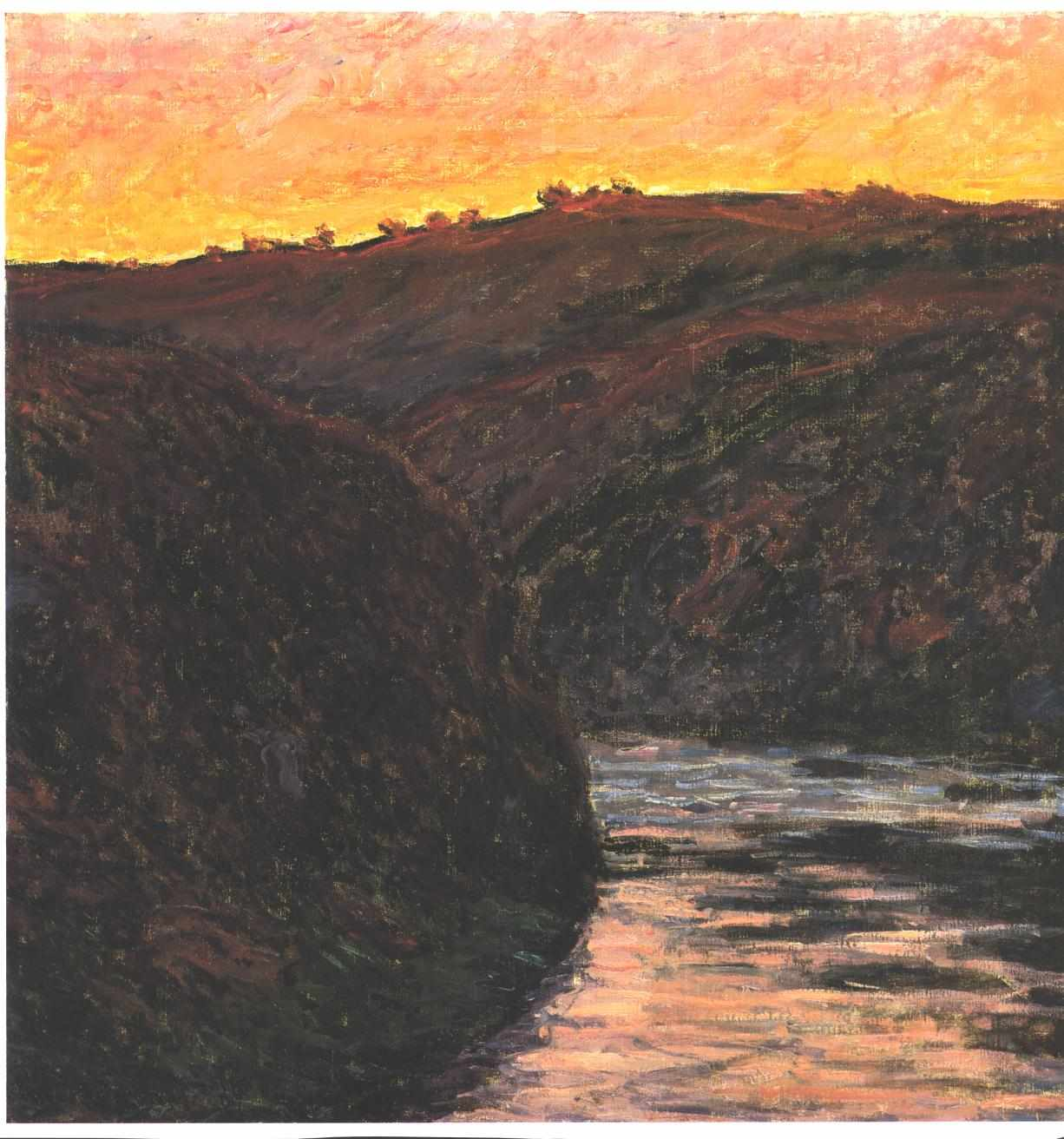
Claude Monet: Západ slunce v údolí Creusy